# Vera Miles
Pour les articles homonymes, voir Miles.
Vera Miles, née Vera June Ralston le 23 août 1929 à Boise City dans l'Oklahoma, est une actrice américaine.

## Biographie

### Enfance
Vera June Ralston naît le 23 août 1929 à Boise City dans l'Oklahoma. Sa mère se nomme Burnice (née Wyrick) et son père Thomas Ralston,.
Elle travailla dans l'entreprise financière Western Union et fut diplômée de Wichita North High School. En 1948, elle est élue Miss Kansas.

### Carrière de 1950 à 1957

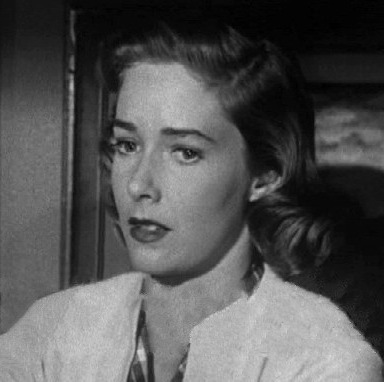
Vera Miles dans Le Faux Coupable.

Au début des années 1950, elle se rend à Los Angeles où elle interprète des petits rôles au cinéma et à la télévision, comme dans la comédie musicale Les Coulisses de Broadway (1951) de James V. Kern où elle fait connaissance avec l'héroïne du film, Janet Leigh, avec qui elle tournera neuf ans plus tard dans le classique d'Alfred Hitchcock, Psychose.
Elle attire l'attention de plusieurs producteurs qui lui font signer plusieurs contrats dans différents studios, où elle fait de la publicité. Sous contrat avec Warner Bros, l'actrice tourne dans des films comme The Charge At Feather River en 3-D ou House of Wax avec Vincent Price, et interprète même la fiancée de Tarzan dans Tarzan's Hidden Jungle (1955). Gordon Scott, interprète du héros, l'épouse en 1954. Ils divorceront en 1959.
En 1956, John Ford lui offre un second rôle dans le western La Prisonnière du désert avec John Wayne et Natalie Wood. Le succès du film lance sa carrière. Elle tourne alors sous la direction de Robert Aldrich dans Feuilles d'automne, où elle côtoie Joan Crawford et Cliff Robertson, et d'Henry Hathaway pour 23 Paces to Baker Street avec Van Johnson.
Un an plus tard, elle signe un contrat de cinq ans avec Alfred Hitchcock, qui voulait en faire une « nouvelle Grace Kelly ». Elle participa d'abord à un épisode de sa série télévisée Alfred Hitchcock présente intitulé Revenge. Très impressionné, le réalisateur lui offre le rôle d'une femme déboussolée, épouse du personnage incarné par Henry Fonda, accusé de crimes à tort, dans Le Faux Coupable (1956). Le film est un succès et Miles devient la nouvelle égérie d'Hitchcock.

### Carrière de 1958 à 1995
Le metteur en scène l'engage alors pour Sueurs froides, avec la volonté d'en faire une star. Mais après des retards de production et son début de grossesse, l'actrice se désiste, au grand désespoir d'Hitchcock, qui fut forcé d'engager Kim Novak, avec qui il ne cessera de se disputer. « Il était accablé » déclara-t-elle. Comme il le confia à François Truffaut, après le départ de Vera Miles, il perdit tout intérêt à la faire jouer dans le film, alors qu'elle était toujours sous contrat avec lui. "Je n'avais plus de motivation. Avec elle, je n'arrivais plus à retrouver le bon tempo. Quelle idiote ! " dit-il à François Truffaut lors de son interview.
En 1959, elle retravaille à nouveau avec Van Johnson pour Fils de forçat adapté du roman de A. J. Cronin, Au-delà de cet endroit publié en 1953. Un an plus tard, elle retrouve Hitchcock en interprétant la sœur de Janet Leigh dans le thriller Psychose (1960), où elle interprète Lila Crane, une jeune femme à la recherche de sa sœur disparue. Sa performance dans ce film est considérée comme sa meilleure.
Elle tient ensuite un second rôle aux côtés de Susan Hayward et John Gavin dans le mélodrame Back Street réalisé par David Miller en 1961. Avec John Wayne et James Stewart, elle joue dans L'Homme qui tua Liberty Valance, sous la direction de John Ford. Elle partage un Bronze Wrangler offert par Western Heritage avec le réalisateur, les scénaristes et les acteurs du film. En 1968, elle donnera une nouvelle fois la réplique à John Wayne dans Hellfighters.
Sa carrière prend une tournure inattendue lorsqu'elle signe chez The Walt Disney Company et tourne A Tiger Walks (1964), Calloway le trappeur (1965) et Demain des hommes! (1966). Dans les années 1970, elle continuera à travailler pour le studio.
Dans les années 1980, elle joua surtout dans des séries télévisées, telles que Magnum, La Petite Maison dans la prairie ou Arabesque. En 1983, elle reprend son rôle le plus célèbre, celui de Lila Crane, dans Psychose II. Par la suite, l'actrice déclara qu'elle fut déçue que Psychose soit considéré comme son meilleur film, alors que, selon elle, d'autres étaient supérieurs.
Elle tourne ensuite au cinéma dans Série noire pour une nuit blanche (1985) de John Landis avec Jeff Goldblum et Michelle Pfeiffer et à la télévision dans Alerte à l'aéroport la même année.
En 1995, après avoir tourné dans le thriller Separate Lives, elle annonce mettre un terme à sa carrière et prendre sa retraite.
Actuellement retirée en Californie, elle refuse toutes relations publiques (interviews, apparitions publiques).
Elle possède une étoile sur le Hollywood Walk of Fame au 1650 Vine Street.

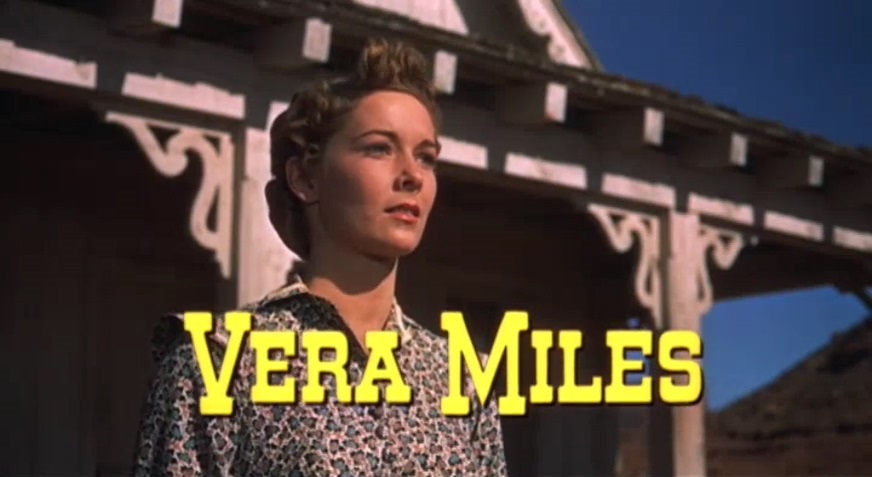
Dans La Prisonnière du désert (1956).

## Filmographie

### Cinéma
- 1950 : Planqué malgré lui (When Willie Comes Marching Home) de John Ford : Caméo (non créditée)
- 1951 : Les Coulisses de Broadway (Two Tickets to Broadway) de James V. Kern : Une choriste (non créditée)
- 1952 : For Men Only (en) (For Men Only) de Paul Henreid : Kathy
- 1952 : The Rose Bowl Story (The Rose Bowl Story) de William Beaudine : Denny Burke
- 1953 : Le Monstre des temps perdus (The Beast from 20,000 Fathoms) de Eugène Lourié : La femme dans la bande annonce
- 1953 : La charge de la rivière rouge (The Charge at Feather River) de Gordon Douglas : Jennie McKeever
- 1953 : Mon grand (So Big) de Robert Wise : Une fille
- 1954 : Pride of the Blue Grass de William Beaudine : Linda
- 1955 : Un Jeu risqué (Wichita) de Jacques Tourneur : Laurie McCoy
- 1955 : Tarzan chez les Soukoulous (en) (Tarzan's Hidden Jungle) de Harold D. Schuster : Jill Hardy
- 1956 : La Prisonnière du désert (The Searchers) de John Ford : Laurie Jorgensen
- 1956 : À vingt-trois pas du mystère (23 Paces to Baker Street) d'Henry Hathaway : Jean Lennox
- 1956 : Feuilles d'automne (Autumn Leaves) de Robert Aldrich : Virginia Hanson
- 1956 : Le Faux Coupable (The Wrong Man) d'Alfred Hitchcock : Rose Balestrero
- 1957 : L'Ingrate cité (en) (Beau James) de Melville Shavelson : Betty Compton
- 1959 : Fils de forçat (Beyond This Place) de Jack Cardiff : Lena Anderson
- 1959 : La police fédérale enquête (The FBI Story) de Mervyn LeRoy : Lucy Ann Hardesty
- 1959 : Un brin d'escroquerie (A Touch of Larceny) de Guy Hamilton : Virginia Killain
- 1960 : Cinq Femmes marquées (5 Branded Women) de Martin Ritt : Daniza
- 1960 : Psychose (Psycho) d'Alfred Hitchcock : Lila Crane
- 1961 : Tueurs syndiqués (en) (The Lawbreakers) de Joseph M. Newman : Angela Walsh
- 1961 : Histoire d'un amour (Back Street) de David Miller : Liz Saxon
- 1962 : L'Homme qui tua Liberty Valance (The Man Who Shot Liberty Valance) de John Ford : Hallie Stoddard
- 1964 : Les Pas du tigre (A Tiger Walks) de Norman Tokar : Dorothy Williams
- 1965 : Calloway le trappeur (Those Calloways) de Norman Tokar : Lydia (Liddy) Calloway
- 1966 : Demain des hommes (Follow Me, Boys!) de Norman Tokar : Vida Downey
- 1966 : Trois fantômes à la plage (The spirit is wiling) de William Castle : Kate Powell
- 1967 : Le Grand Ours et l'Enfant (en) (Gentle Giant) de James Neilson : Ellen Wedloe
- 1968 : Sergeant Ryker (en) de Buzz Kulik : Ann Ryker
- 1968 : Kona Coast (en) de Lamont Johnson : Melissa Hyde
- 1968 : Les Bérets verts (The Green Berets) de Ray Kellogg et John Wayne : Mrs. Kirby (scènes coupées)
- 1968 : Les Feux de l'enfer (Hellfighters) de Andrew V. McLaglen : Madelyn Buckman
- 1968 : Mission Batangas de Keith Larsen : Joan Barnes
- 1970 : Le Pays sauvage (The Wild Country) de Robert Totten : Kate Tannen
- 1972 : Molly and Lawless John, de Gary Nelson : Molly Parker
- 1973 : Un petit Indien (One Little Indian) de Bernard McEveety : Doris McIver
- 1974 : Un cowboy à Hawaï (The Castaway Cowboy) de Vincent McEveety : Henrietta MacAvoy
- 1977 : L'Ultimatum des trois mercenaires (Twilight's Last Gleaming) de Robert Aldrich : Victoria Stevens
- 1977 : Run for the Roses (en) (Run for the Roses) de Henry Levin : Clarissa Stewart
- 1983 : Psychose II (Psycho II) de Richard Franklin : Lila Loomis
- 1983 : BrainWaves (BrainWaves) de Ulli Lommel : Marian Koonan
- 1984 : The Initiation (en) de Larry Stewart : Frances Fairchild
- 1985 : Série noire pour une nuit blanche (Into the Night) de John Landis : Joan Caper
- 1995 :  Separate Lives de David Madden : Dr Ruth Goldin

### Télévision
- 1954 : Medic (série télévisée) : Janie
- 1954,1956,1959-1960 : General Electric Theater (série télévisée) : Terry / Mme Eaton / Nora Douglas / Debra Stone
- 1954,1957-1958 : Climax! (série télévisée) : Sally Jordan / Jan Michaels / Janet Reese
- 1955 : City Detective (en) (série télévisée) : Carol Martin
- 1955 : Alfred Hitchcock présente (Alfred Hitchcock presents) (série télévisée) saison 1 épisode 1: Revenge réalisé par Alfred Hitchcock : Elsa Spann
- 1955 : Le choix de... (Screen Directors Playhouse) (série télévisée) : Ruth Dahlberg
- 1956 : Strange Stories (série télévisée) : Susan Harris
- 1957 : Playhouse 90 (série télévisée) : Carolyn Cook
- 1958 : Colgate Theatre (en) (série télévisée) : Judy Gregory
- 1959 : Riverboat (en) (série télévisée) : Jeanette Mowbray
- 1959 : Rawhide (série télévisée) : Helen Walsh
- 1959,1964-1965 : La Grande caravane (Wagon Train) (série télévisée) : Sœur Rita / Janice Stuart / Anne Reed
- 1960 : Zane Grey Theater (de) (série télévisée) : Jenny Breckenridge
- 1960 : La Quatrième Dimension (The Twilight Zone) (série télévisée) Saison 1 épisode 21 "Image dans un miroir" : Millicent Barnes
- 1960 : Startime (en) (série télévisée) : Jean Medwick
- 1960 : Laramie (série télévisée) : Anne Andrews
- 1961 : The Asphalt Jungle (en) (série télévisée) : Angela Walsh
- 1961 : Frontier Circus (en) (série télévisée) : Maureen McBride
- 1961 : Échec et mat (Checkmate) (série télévisée) : Zoe Kamens
- 1962 : The Detectives (en) (série télévisée) : Lucy Forrest
- 1962 : Sam Benedict (en) (série télévisée) : Midge Maddon
- 1962 : Route 66 (série télévisée) : Ellen Barnes
- 1962-1963 : The Eleventh Hour (en) (série télévisée) : Ann Costigan / Kate Sommers
- 1962 et 1965 : Suspicion (série télévisée) : Daphne / Nicky Revere
- 1963 : Le Fugitif (The Fugitive) (série télévisée) : Monica Welles
- 1963 : Arrest and Trial (en) (série télévisée) : Jean Forbes
- 1963-1964 et 1970 : Le Virginien (The Virginian) (série télévisée) : Miss Wallace / Maggie Menken / Amelia Ballard
- 1963, 1965-1967 et 1970 : Insight (série télévisée) : Marion / Mme Bernice / Lucy
- 1964 : Au-delà du réel (The Outer Limits) (série télévisée) : Saison 1, épisode 32 La Porte du passé (The Forms of Things Unknown) : Kasha Paine
- 1964 : L'Inconnu (The Unknown) (Téléfilm) : Kassia Paine
- 1964 : L'Homme à la Rolls (Burke's Law) (Série TV) : Claudia Sutton
- 1964 : Le Prix d'un meurtre (The Hanged Man) de Don Siegel (téléfilm) : Lois Seeger
- 1965 : Slattery's People (Série TV) : Lucy Hampton
- 1965 : Mr. Novak (Série TV) : Sœur Gervaise
- 1965 : Mes trois fils (My Three Sons) (Série TV) : Ernestine Coulter
- 1965 : Les Espions (I Spy) (Série TV) : Rachel
- 1966 : Des agents très spéciaux (The Man from U.N.C.L.E.) (Série TV) : Mme Raine De Sala
- 1966 et 1971 : Bonanza (Série TV) : Sarah Lowell / Mme April Cristopher
- 1967 : Match contre la vie (Run for Your Life) (Série TV) : Rachel Pike
- 1967 : Judd for the Defense (Série TV) : Lydia Gray
- 1968-1969 et 1971 : L'Homme de fer (Ironside) (Série TV) : Barbara Jones/Lois Richards / Barbara Jones / Gloria Campbell
- 1968-1970 : Les Règles du jeu (The Name of the Game) (Série TV) : Marisa Cummings / Tracy Cannon / Hilary Vanderman
- 1969 : Journey to the Unknown (Téléfilm) : June Wiley
- 1969 : Sur la piste du crime (The F.B.I.) (Série TV) : Kate Burke
- 1969 : Mannix (Série TV) : Jean McBride
- 1970 : Gunsmoke (Série TV) : Dr Sam McTavish
- 1970 : Dan August (Série TV) : Carla
- 1970 et 1973 : Docteur Marcus Welby (Marcus Welby M.D.) (Série TV) : Helen Wagner / Janet Devaney
- 1970-1972 et 1974 : Médecins d'aujourd'hui (Medica Center) (Série TV) : Dr Gloria Howell / Nora Crayton / Eva
- 1971 : Les Hurlements de la forêt (en) (A Howling in the Woods) (Téléfilm) : Rose Staines
- 1971 : In Search of America (en) (Téléfilm) : Jenny Olson
- 1971 : Opération danger (Alias Smith and Jones) (Série TV) : Belle Jordan
- 1971 : Hawaï, police d'état (Hawaii Five-O) (Série TV) : Flora Whiting
- 1971-1972 et 1975 : Cannon (Série TV) : Diana Langston / Dr Adams / Vivian Kaid
- 1972 : Jigsaw (Téléfilm) : Lilah Beth Cummings
- 1972 : A Great American Tragedy (en) (Téléfilm) : Gloria Wilkes
- 1973 : Baffled! (Téléfilm) : Andrea Glenn
- 1973 : Le Train de l'angoisse (en) (Runaway!) (Téléfilm) : Ellen
- 1973 : Columbo (série) : " Adorable mais dangereuse" Viveca Scott
- 1974 : The Underground Man (Téléfilm) : Eleanor Strom
- 1974 : Le Visiteur de la nuit (The Strange and Deadly occurrence) (Téléfilm) : Christine Rhodes
- 1974 : Live Again, Die Again (en) (Télédilm) : Marcia Carmichael
- 1975 : Les Rues de San Francisco (The Streets of San Francisco) (Série TV) : Catherine Wyatt
- 1976 : Judge Horton and the Scottsboro Boys (Téléfilm) : Mme Horton
- 1976 : Ellery Queen, à plume et à sang (Ellery Queen) (Série TV) : Celeste Wakefield
- 1976 : McNaughton's Daughter (Téléfilm) : Grace Coventry
- 1976 : L'aventure est au bout de la route (Movin' On) (Série TV) : Sheila Powers
- 1976 : Carambolage (en) ("Smash-Up on Interstate 5") (Téléfilm) : Erica
- 1977 : Horizons en flammes (Fire!) (Téléfilm) : Martha Wagner
- 1977 : Barnaby Jones (Série TV) : Diane Magnus
- 1978 : La conquête de l'ouest (How the West Was Won) (Série TV) : Beth
- 1978 : L'île fantastique (Fantasy Island) (Série TV) : Martha Tate
- 1978 : And I Alone Survived (Téléfilm) : Irene Elder
- 1980 : Buck Rogers (Buck Rogers in the 25th Century) (Série TV) : Tora
- 1980 : Roughnecks (Téléfilm) : Ida McBride
- 1981 : L'impitoyable organisation (Our Family Business) (Téléfilm) : Patricia
- 1981 : Magnum (Série TV) : Joan Gibson
- 1982 : Les Monstres du labyrinthe (Mazes and Monsters) (TV) : Cat
- 1982-1984 : La croisière s'amuse (The Love Boat) (Série TV) : Bess Hensinger / Arlène Kunper / Eve Springer
- 1983 : Travis McGee (en) (Téléfilm) : Julie Lawless
- 1983 : La Petite Maison dans la prairie (The Little House on the Prairie) (Série TV) : Ruth Leland
- 1983 : Trapper John, M.D. (en) (Série TV) : Liz Waleska
- 1984 : Helen Keller: The Miracle Continues (Téléfilm) : Kate Keller
- 1984 : Matt Houston (Série TV) : Mary Haywood
- 1984-1985 et 1987 : Hôtel (Série TV) : Teresa Clayborne / Millie Broom / Grace Harlan / Ruth
- 1985 : Finder of Lost Loves (en) (Série TV) : Joanna Shaw
- 1985 : Alerte à l'aéroport (International Airport) (Téléfilm) : Elaine Corley
- 1985,1990-1991 : Arabesque (Murder She Wrote) (Série TV) : Warden Elizabeth Gates / Charmaine Calloway / Nancy London
- 1988 : Simon et Simon (Série TV) : Catherine Van Alder-Vicente
- 1989 : The Hijacking of the Achille Lauro (téléfilm) : Sophie Kubacki